# 조드

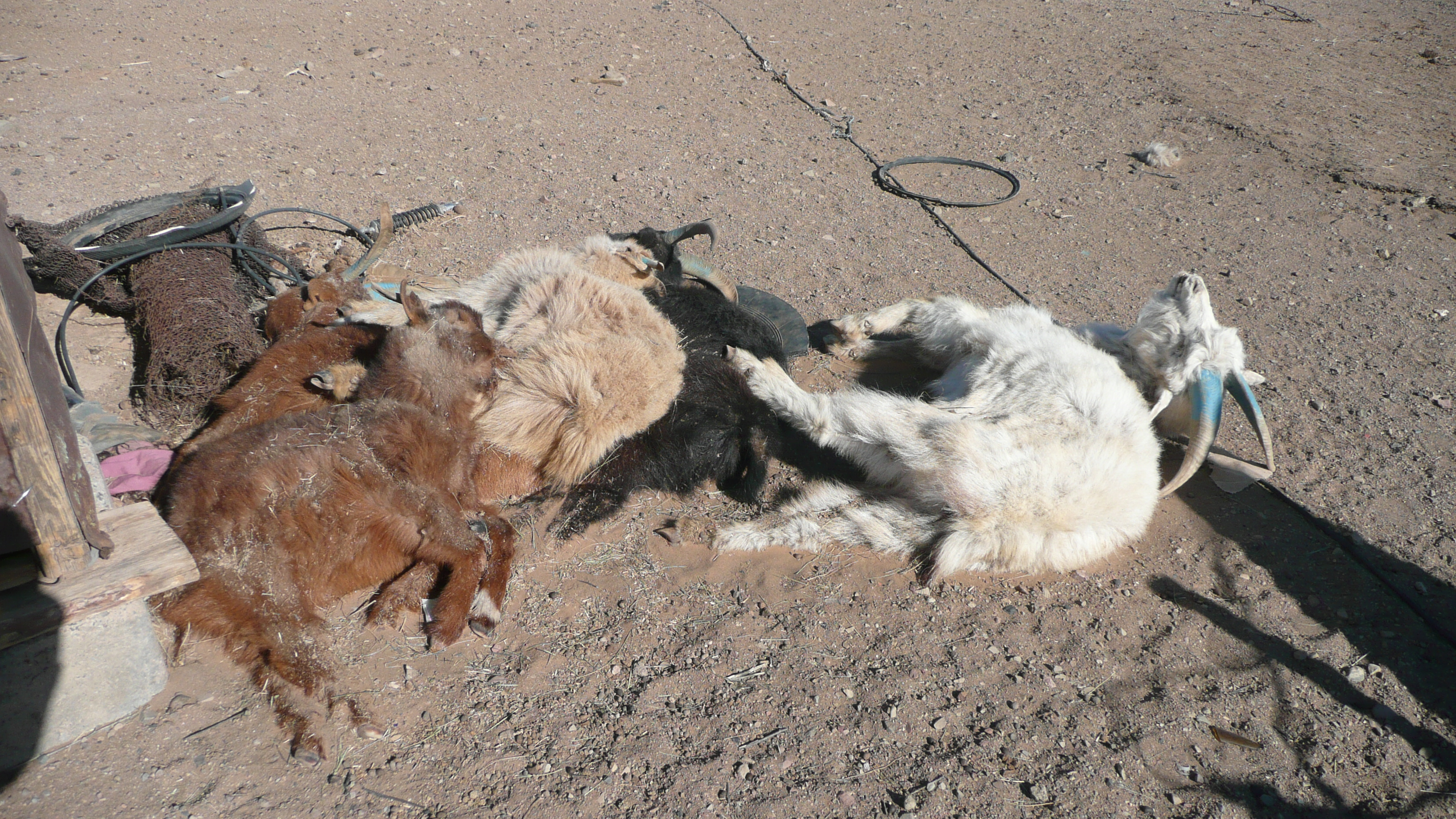
조드로 죽은 양, 고비사막, 2010년 3월

조드(몽골어: зуд, 카자흐어: жұт, 키르기스어: жут)는 몽골과 중앙아시아 스텝, 반사막, 사막 지역에서의 한파 재난으로 수많은 가축이 주로 아사하여 죽는다.

## 대응

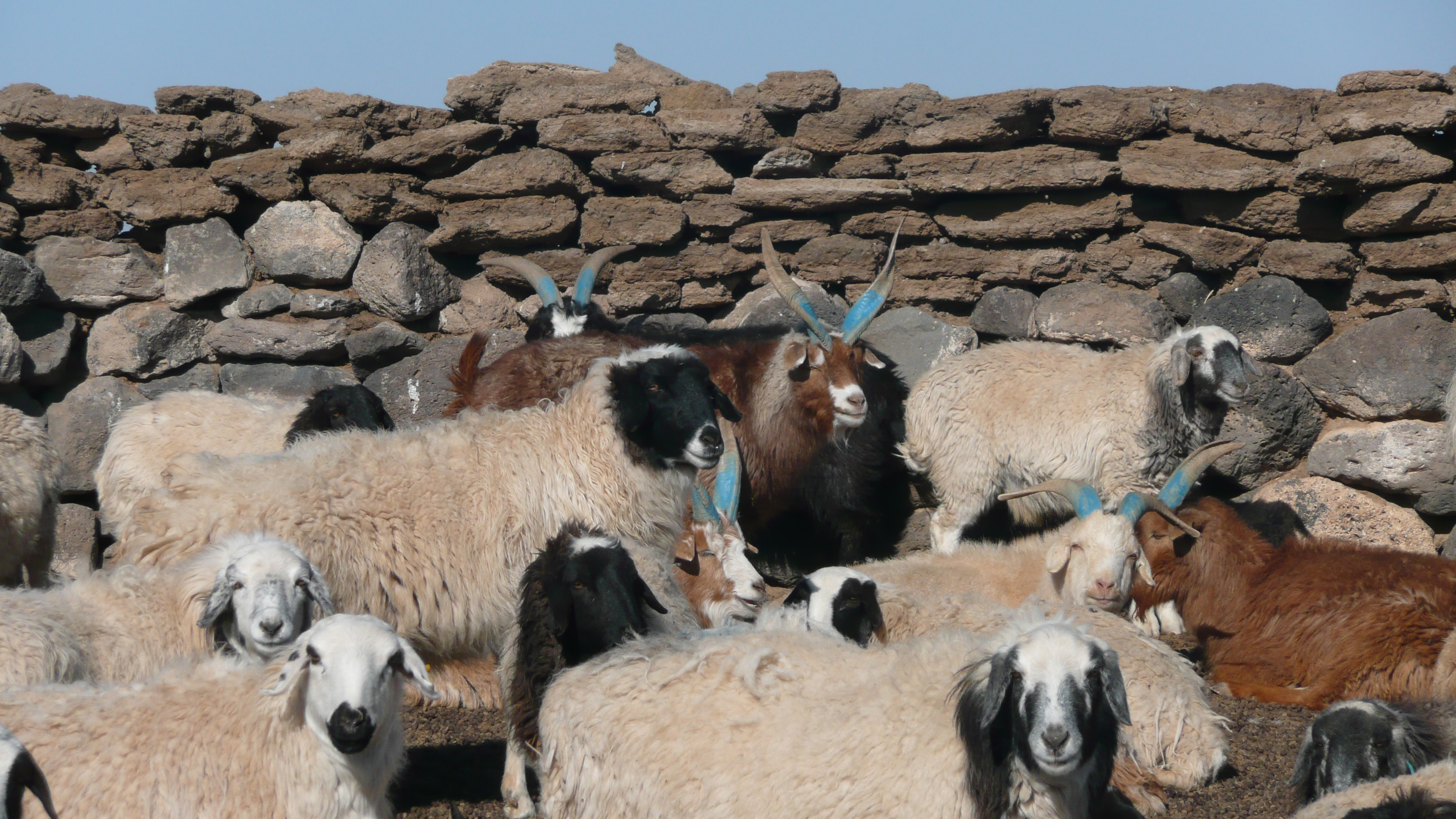
키쟈크 피난처, 고비사막 남부, 2010년

가혹한 날씨로부터 가축을 지키는 전통 방법에는 여름철에 목초를 베어 건조하고 저장하기, 가축의 변을 건조시키고 키쟈크라고 불리는 블록을 만들고 담장을 쌓아 가축을 추위로부터 지키기 등이 있다.

## 사회적 결과
조드 때문에 가축을 전부 잃은 유목민들이 도시난민이 되기도 한다. 울란바토르는 도로망과 상하수도망이 없는 목재 가옥들에 에워싸여 있다. 도시적 환경에서 살아남기 위한 교육수준 및 기술이 부족한 수많은 유목민 출신 난민들은 구직에 실패하여 극빈층이 되거나, 알코올 중독자가 되거나 범죄자가 되기도 한다. 또한 위험하고 불법적인 광산에서 종사하기도 한다.